# Sociedad René Guyon
La Sociedad René Guyon (inglés: René Guyon Society) fue una organización estadounidense con sede en Alhambra, California que defendía las relaciones sexuales con niños siguiendo las ideas de Sigmund Freud, William C. Menninger y otros psiquiátricos. La mayoría de los investigadores lo consideraron una operación de propaganda de un solo hombre por su presidente fue Jonathan Evan Edwards, quien usaba el seudónimo de  Tim O'Haer. Lleva el nombre de René Guyon, un exjuez francés que se desempeñó en la Tribunal Supremo de Tailandia durante 30 años y que, además del trabajo judicial tradicional, escribió sobre ética sexual en su obra La ética de los actos sexuales que siguen las ideas de Freud.
El grupo nació en 1962 por unas 7 parejas que participaban en unas lecturas de sexualidad humana en un hotel en Los Ángeles, como una escisión de la Sexual Freedom League. El grupo reclamó haber tenido 5000 miembros, cifra que se ha puesto en duda. La organización publicaba una publicación llamada René Guyon Bullet, en donde, se publicaba material pro-pedófilo que buscaba legalizar el sexo con niños de 8 años en adelante por parte de los adultos.
La Sociedad René Guyon fue identificada, junto con la Nambla, como una organización que "desafía la afirmación de que el abuso sexual es malo debido a sus efectos en los niños". Aunque se descartó por parte de los investigadores que esta tuviera una verdadera influencia sobre el activismo pedófilo.
La organización dejó de operar a mediados de los años ochenta.